# Bryan Tamacas
Bryan Alexander Tamacas (San Salvador, 21 febbraio 1995) è un calciatore salvadoregno, difensore dell'Oakland Roots.

## Carriera

### Club
Ha sempre giocato nel campionato salvadoregno.

### Nazionale
Ha debuttato in nazionale nel 2016, venendo convocato per la Gold Cup del 2017.

## Statistiche

### Cronologia presenze e reti in nazionale
| Cronologia completa delle presenze e delle reti in nazionale ― El Salvador | Cronologia completa delle presenze e delle reti in nazionale ― El Salvador | Cronologia completa delle presenze e delle reti in nazionale ― El Salvador | Cronologia completa delle presenze e delle reti in nazionale ― El Salvador | Cronologia completa delle presenze e delle reti in nazionale ― El Salvador | Cronologia completa delle presenze e delle reti in nazionale ― El Salvador | Cronologia completa delle presenze e delle reti in nazionale ― El Salvador | Cronologia completa delle presenze e delle reti in nazionale ― El Salvador |
| Data                                                                       | Città                                                                      | In casa                                                                    | Risultato                                                                  | Ospiti                                                                     | Competizione                                                               | Reti                                                                       | Note                                                                       |
| -------------------------------------------------------------------------- | -------------------------------------------------------------------------- | -------------------------------------------------------------------------- | -------------------------------------------------------------------------- | -------------------------------------------------------------------------- | -------------------------------------------------------------------------- | -------------------------------------------------------------------------- | -------------------------------------------------------------------------- |
| 2-6-2016                                                                   | Carson                                                                     | El Salvador                                                                | 0 – 4                                                                      | Armenia                                                                    | Amichevole                                                                 | -                                                                          | 21’ 86’                                                                    |
| 3-9-2016                                                                   | San Salvador                                                               | El Salvador                                                                | 1 – 3                                                                      | Messico                                                                    | Qual. Mondiali 2018                                                        | -                                                                          | 11’ 80’                                                                    |
| 7-9-2016                                                                   | Vancouver                                                                  | Canada                                                                     | 3 – 1                                                                      | El Salvador                                                                | Qual. Mondiali 2018                                                        | -                                                                          |                                                                            |
| 14-1-2017                                                                  | Panama                                                                     | Costa Rica                                                                 | 0 – 0                                                                      | El Salvador                                                                | Coppa Centroamericana 2017 - Fase a gironi                                 | -                                                                          |                                                                            |
| 15-1-2017                                                                  | Panama                                                                     | El Salvador                                                                | 1 – 2                                                                      | Honduras                                                                   | Coppa Centroamericana 2017 - Fase a gironi                                 | -                                                                          |                                                                            |
| 17-1-2017                                                                  | Panama                                                                     | El Salvador                                                                | 3 – 1                                                                      | Belize                                                                     | Coppa Centroamericana 2017 - Fase a gironi                                 | -                                                                          |                                                                            |
| 21-1-2017                                                                  | Panama                                                                     | Panama                                                                     | 1 – 0                                                                      | El Salvador                                                                | Coppa Centroamericana 2017 - Fase a gironi                                 | -                                                                          | 52’                                                                        |
| 22-1-2017                                                                  | Panama                                                                     | El Salvador                                                                | 1 – 0                                                                      | Nicaragua                                                                  | Coppa Centroamericana 2017 - Fase a gironi                                 | -                                                                          | 32’                                                                        |
| 22-3-2017                                                                  | Willemstad                                                                 | Curaçao                                                                    | 1 – 1                                                                      | El Salvador                                                                | Amichevole                                                                 | -                                                                          |                                                                            |
| 28-5-2017                                                                  | Washington                                                                 | El Salvador                                                                | 2 – 2                                                                      | Honduras                                                                   | Amichevole                                                                 | -                                                                          |                                                                            |
| 14-6-2017                                                                  | Harrison                                                                   | Ecuador                                                                    | 3 – 0                                                                      | El Salvador                                                                | Amichevole                                                                 | -                                                                          |                                                                            |
| 10-7-2017                                                                  | San Diego                                                                  | Messico                                                                    | 3 – 1                                                                      | El Salvador                                                                | Gold Cup 2017 - 1º turno                                                   | -                                                                          |                                                                            |
| 14-7-2017                                                                  | Denver                                                                     | El Salvador                                                                | 2 – 0                                                                      | Curaçao                                                                    | Gold Cup 2017 - 1º turno                                                   | -                                                                          |                                                                            |
| 17-7-2017                                                                  | San Antonio                                                                | Giamaica                                                                   | 1 – 1                                                                      | El Salvador                                                                | Gold Cup 2017 - 1º turno                                                   | -                                                                          |                                                                            |
| 20-7-2017                                                                  | Filadelfia                                                                 | Stati Uniti                                                                | 2 – 0                                                                      | El Salvador                                                                | Gold Cup 2017 - Quarti di finale                                           | -                                                                          | 83’                                                                        |
| 8-10-2017                                                                  | Houston                                                                    | Canada                                                                     | 0 – 1                                                                      | El Salvador                                                                | Amichevole                                                                 | -                                                                          | 90’                                                                        |
| 3-6-2018                                                                   | Houston                                                                    | El Salvador                                                                | 1 – 0                                                                      | Honduras                                                                   | Amichevole                                                                 | -                                                                          |                                                                            |
| 9-9-2018                                                                   | Look Out                                                                   | Montserrat                                                                 | 1 – 2                                                                      | El Salvador                                                                | CONCACAF Nations League 2019-2020 - Qualificazioni                         | -                                                                          | 90’                                                                        |
| 12-9-2018                                                                  | Washington                                                                 | Brasile                                                                    | 5 – 0                                                                      | El Salvador                                                                | Amichevole                                                                 | -                                                                          |                                                                            |
| 14-10-2018                                                                 | San Salvador                                                               | El Salvador                                                                | 3 – 0                                                                      | Barbados                                                                   | CONCACAF Nations League 2019-2020 - Qualificazioni                         | -                                                                          |                                                                            |
| 17-11-2018                                                                 | Hamilton                                                                   | Bermuda                                                                    | 1 – 0                                                                      | El Salvador                                                                | CONCACAF Nations League 2019-2020 - Qualificazioni                         | -                                                                          |                                                                            |
| 21-11-2018                                                                 | San Salvador                                                               | El Salvador                                                                | 1 – 0                                                                      | Haiti                                                                      | Amichevole                                                                 | -                                                                          |                                                                            |
| 7-3-2019                                                                   | Los Angeles                                                                | Guatemala                                                                  | 1 – 3                                                                      | El Salvador                                                                | Amichevole                                                                 | 1                                                                          | 90’                                                                        |
| 24-3-2019                                                                  | San Salvador                                                               | El Salvador                                                                | 2 – 0                                                                      | Giamaica                                                                   | CONCACAF Nations League 2019-2020 - Qualificazioni                         | -                                                                          |                                                                            |
| 2-6-2019                                                                   | Washington                                                                 | El Salvador                                                                | 1 – 0                                                                      | Haiti                                                                      | Amichevole                                                                 | -                                                                          | 69’                                                                        |
| 9-6-2019                                                                   | Rifu                                                                       | Giappone                                                                   | 2 – 0                                                                      | El Salvador                                                                | Amichevole                                                                 | -                                                                          | 90’                                                                        |
| 18-6-2019                                                                  | Kingston                                                                   | Curaçao                                                                    | 0 – 1                                                                      | El Salvador                                                                | Gold Cup 2019 - 1º turno                                                   | -                                                                          |                                                                            |
| 22-6-2019                                                                  | Houston                                                                    | El Salvador                                                                | 0 – 0                                                                      | Giamaica                                                                   | Gold Cup 2019 - 1º turno                                                   | -                                                                          |                                                                            |
| 26-6-2019                                                                  | Los Angeles                                                                | Honduras                                                                   | 4 – 0                                                                      | El Salvador                                                                | Gold Cup 2019 - 1º turno                                                   | -                                                                          | 90’                                                                        |
| 10-12-2020                                                                 | Fort Lauderdale                                                            | Stati Uniti                                                                | 6 – 0                                                                      | El Salvador                                                                | Amichevole                                                                 | -                                                                          | 38’                                                                        |
| 26-3-2021                                                                  | San Salvador                                                               | El Salvador                                                                | 2 – 0                                                                      | Grenada                                                                    | Qual. Mondiali 2022                                                        | -                                                                          |                                                                            |
| 29-3-2021                                                                  | Willemstad                                                                 | Montserrat                                                                 | 1 – 1                                                                      | El Salvador                                                                | Qual. Mondiali 2022                                                        | -                                                                          | 52’                                                                        |
| 6-6-2021                                                                   | Frederiksted                                                               | Isole Vergini Americane                                                    | 0 – 7                                                                      | El Salvador                                                                | Qual. Mondiali 2022                                                        | -                                                                          | 74’                                                                        |
| 9-6-2021                                                                   | San Salvador                                                               | El Salvador                                                                | 3 – 0                                                                      | Antigua e Barbuda                                                          | Qual. Mondiali 2022                                                        | -                                                                          | 72’                                                                        |
| 12-6-2021                                                                  | Basseterre                                                                 | Saint Kitts e Nevis                                                        | 0 – 4                                                                      | El Salvador                                                                | Qual. Mondiali 2022                                                        | -                                                                          |                                                                            |
| 16-6-2021                                                                  | San Salvador                                                               | El Salvador                                                                | 2 – 0                                                                      | Saint Kitts e Nevis                                                        | Qual. Mondiali 2022                                                        | -                                                                          | 81’                                                                        |
| 27-6-2021                                                                  | Los Angeles                                                                | El Salvador                                                                | 0 – 0                                                                      | Guatemala                                                                  | Amichevole                                                                 | -                                                                          |                                                                            |
| 4-7-2021                                                                   | Pola                                                                       | Qatar                                                                      | 1 – 0                                                                      | Guatemala                                                                  | Amichevole                                                                 | -                                                                          | 83’                                                                        |
| 12-7-2021                                                                  | Frisco                                                                     | El Salvador                                                                | 2 – 0                                                                      | Guatemala                                                                  | Gold Cup 2021 - 1º turno                                                   | -                                                                          |                                                                            |
| 15-7-2021                                                                  | Frisco                                                                     | Trinidad e Tobago                                                          | 0 – 2                                                                      | El Salvador                                                                | Gold Cup 2021 - 1º turno                                                   | -                                                                          | 89’                                                                        |
| 25-7-2021                                                                  | Phoenix                                                                    | Qatar                                                                      | 3 – 2                                                                      | El Salvador                                                                | Gold Cup 2021 - Quarti di finale                                           | -                                                                          |                                                                            |
| 22-8-2021                                                                  | Carson                                                                     | El Salvador                                                                | 0 – 0                                                                      | Costa Rica                                                                 | Amichevole                                                                 | -                                                                          |                                                                            |
| 3-9-2021                                                                   | San Salvador                                                               | El Salvador                                                                | 0 – 0                                                                      | Stati Uniti                                                                | Qual. Mondiali 2022                                                        | -                                                                          |                                                                            |
| 6-9-2021                                                                   | San Salvador                                                               | El Salvador                                                                | 0 – 0                                                                      | Honduras                                                                   | Qual. Mondiali 2022                                                        | -                                                                          |                                                                            |
| 9-9-2021                                                                   | Toronto                                                                    | Canada                                                                     | 3 – 0                                                                      | El Salvador                                                                | Qual. Mondiali 2022                                                        | -                                                                          |                                                                            |
| 8-10-2021                                                                  | San Salvador                                                               | El Salvador                                                                | 1 – 0                                                                      | Panama                                                                     | Qual. Mondiali 2022                                                        | -                                                                          | 66’                                                                        |
| 11-10-2021                                                                 | San José                                                                   | Costa Rica                                                                 | 2 – 1                                                                      | El Salvador                                                                | Qual. Mondiali 2022                                                        | -                                                                          |                                                                            |
| 14-10-2021                                                                 | San Salvador                                                               | El Salvador                                                                | 0 – 2                                                                      | Messico                                                                    | Qual. Mondiali 2022                                                        | -                                                                          | 76’                                                                        |
| 6-11-2021                                                                  | Washington                                                                 | El Salvador                                                                | 0 – 1                                                                      | Bolivia                                                                    | Amichevole                                                                 | -                                                                          |                                                                            |
| 13-11-2021                                                                 | San Salvador                                                               | El Salvador                                                                | 1 – 1                                                                      | Giamaica                                                                   | Qual. Mondiali 2022                                                        | -                                                                          |                                                                            |
| 17-11-2021                                                                 | Panama                                                                     | Panama                                                                     | 2 – 1                                                                      | El Salvador                                                                | Qual. Mondiali 2022                                                        | -                                                                          |                                                                            |
| 5-12-2021                                                                  | Houston                                                                    | El Salvador                                                                | 1 – 1                                                                      | Ecuador                                                                    | Amichevole                                                                 | -                                                                          |                                                                            |
| 28-1-2022                                                                  | Columbus                                                                   | Stati Uniti                                                                | 1 – 0                                                                      | El Salvador                                                                | Qual. Mondiali 2022                                                        | -                                                                          |                                                                            |
| 31-1-2022                                                                  | San Pedro Sula                                                             | Honduras                                                                   | 0 – 2                                                                      | El Salvador                                                                | Qual. Mondiali 2022                                                        | -                                                                          | 82’                                                                        |
| 3-2-2022                                                                   | San Salvador                                                               | El Salvador                                                                | 0 – 2                                                                      | Canada                                                                     | Qual. Mondiali 2022                                                        | -                                                                          |                                                                            |
| 25-3-2022                                                                  | Kingston                                                                   | Giamaica                                                                   | 1 – 1                                                                      | El Salvador                                                                | Qual. Mondiali 2022                                                        | -                                                                          |                                                                            |
| 27-3-2022                                                                  | San Salvador                                                               | El Salvador                                                                | 1 – 2                                                                      | Costa Rica                                                                 | Qual. Mondiali 2022                                                        | -                                                                          |                                                                            |
| 31-3-2022                                                                  | Città del Messico                                                          | Messico                                                                    | 2 – 0                                                                      | El Salvador                                                                | Qual. Mondiali 2022                                                        | -                                                                          | 66’                                                                        |
| 25-4-2022                                                                  | San Jose                                                                   | El Salvador                                                                | 0 – 4                                                                      | Guatemala                                                                  | Amichevole                                                                 | -                                                                          | Cap.                                                                       |
| 1-6-2022                                                                   | Raleigh                                                                    | El Salvador                                                                | 3 – 2                                                                      | Panama                                                                     | Amichevole                                                                 | 1                                                                          |                                                                            |
| 5-6-2022                                                                   | San Salvador                                                               | El Salvador                                                                | 3 – 1                                                                      | Grenada                                                                    | Qual. Mondiali 2022                                                        | -                                                                          | 66’                                                                        |
| 15-6-2022                                                                  | San Salvador                                                               | El Salvador                                                                | 1 – 1                                                                      | Stati Uniti                                                                | Qual. Mondiali 2022                                                        | -                                                                          | 87’                                                                        |
| 28-9-2022                                                                  | Washington                                                                 | Perù                                                                       | 4 – 1                                                                      | El Salvador                                                                | Amichevole                                                                 | -                                                                          | Cap.                                                                       |
| 23-3-2023                                                                  | Los Angeles                                                                | Honduras                                                                   | 1 – 0                                                                      | El Salvador                                                                | Amichevole                                                                 | -                                                                          | 24’ 46’                                                                    |
| 28-3-2023                                                                  | Orlando                                                                    | Stati Uniti                                                                | 1 – 0                                                                      | El Salvador                                                                | CONCACAF Nations League 2022-2023 - 1º turno                               | -                                                                          |                                                                            |
| 15-6-2023                                                                  | Toyota                                                                     | Giappone                                                                   | 6 – 0                                                                      | El Salvador                                                                | Amichevole                                                                 | -                                                                          |                                                                            |
| 20-6-2023                                                                  | Daejeon                                                                    | Corea del Sud                                                              | 1 – 1                                                                      | El Salvador                                                                | Amichevole                                                                 | -                                                                          | Cap.                                                                       |
| 27-6-2023                                                                  | Fort Lauderdale                                                            | El Salvador                                                                | 1 – 2                                                                      | Martinica                                                                  | Gold Cup 2023 - 1º turno                                                   | 1                                                                          | Cap.                                                                       |
| 1-7-2023                                                                   | Harrison                                                                   | El Salvador                                                                | 0 – 0                                                                      | Costa Rica                                                                 | Gold Cup 2023 - 1º turno                                                   | -                                                                          |                                                                            |
| 5-7-2023                                                                   | Houston                                                                    | Panama                                                                     | 2 – 2                                                                      | El Salvador                                                                | Gold Cup 2023 - 1º turno                                                   | -                                                                          | 90’                                                                        |
| 7-9-2023                                                                   | Città del Guatemala                                                        | Guatemala                                                                  | 2 – 0                                                                      | El Salvador                                                                | CONCACAF Nations League 2023-2024 - 1º turno                               | -                                                                          |                                                                            |
| 10-9-2023                                                                  | San Salvador                                                               | El Salvador                                                                | 2 – 3                                                                      | Trinidad e Tobago                                                          | CONCACAF Nations League 2023-2024 - 1º turno                               | -                                                                          |                                                                            |
| 17-10-2023                                                                 | San Salvador                                                               | El Salvador                                                                | 0 – 0                                                                      | Martinica                                                                  | CONCACAF Nations League 2023-2024 - 1º turno                               | -                                                                          | Cap. 19’                                                                   |
| 16-11-2023                                                                 | Willemstad                                                                 | Curaçao                                                                    | 1 – 1                                                                      | El Salvador                                                                | Amichevole                                                                 | -                                                                          | Cap. 60’                                                                   |
| 22-3-2024                                                                  | Filadelfia                                                                 | Argentina                                                                  | 3 – 0                                                                      | El Salvador                                                                | Amichevole                                                                 | -                                                                          | 65’                                                                        |
| 26-3-2024                                                                  | Houston                                                                    | El Salvador                                                                | 1 – 1                                                                      | Honduras                                                                   | Amichevole                                                                 | -                                                                          | 83’                                                                        |
| 6-6-2024                                                                   | San Salvador                                                               | El Salvador                                                                | 0 – 0                                                                      | Porto Rico                                                                 | Qual. Mondiali 2026                                                        | -                                                                          | 80’                                                                        |
| 9-6-2024                                                                   | Paramaribo                                                                 | Saint Vincent e Grenadine                                                  | 1 – 3                                                                      | El Salvador                                                                | Qual. Mondiali 2026                                                        | -                                                                          |                                                                            |
| 14-11-2024                                                                 | San Salvador                                                               | El Salvador                                                                | 1 – 0                                                                      | Bonaire                                                                    | CONCACAF Nations League 2024-2025 - 1º turno                               | -                                                                          | 67’                                                                        |
| 17-11-2024                                                                 | San Salvador                                                               | El Salvador                                                                | 1 – 0                                                                      | Montserrat                                                                 | CONCACAF Nations League 2024-2025 - 1º turno                               | -                                                                          | 59’                                                                        |
| 31-5-2025                                                                  | Chattanooga                                                                | El Salvador                                                                | 1 – 1                                                                      | Guatemala                                                                  | Amichevole                                                                 | -                                                                          |                                                                            |
| 6-6-2025                                                                   | The Valley                                                                 | Anguilla                                                                   | 0 – 3                                                                      | El Salvador                                                                | Qual. Mondiali 2026                                                        | -                                                                          |                                                                            |
| 10-6-2025                                                                  | San Salvador                                                               | El Salvador                                                                | 1 – 1                                                                      | Suriname                                                                   | Qual. Mondiali 2026                                                        | -                                                                          |                                                                            |
| 17-6-2025                                                                  | San Jose                                                                   | Curaçao                                                                    | 0 – 0                                                                      | El Salvador                                                                | Gold Cup 2025 - 1° turno                                                   | -                                                                          |                                                                            |
| 21-6-2025                                                                  | Houston                                                                    | Honduras                                                                   | 2 – 0                                                                      | El Salvador                                                                | Gold Cup 2025 - 1° turno                                                   | -                                                                          | 46’                                                                        |
| Totale                                                                     |                                                                            | Presenze (4º posto)                                                        | 85                                                                         |                                                                            | Reti                                                                       | 3                                                                          |                                                                            |